# Dunslidskivling
Dunslidskivling (Volvariella hypopithys) är en svampart som först beskrevs av Elias Fries, och fick sitt nu gällande namn av Shaffer 1957. Dunslidskivling ingår i släktet Volvariella och familjen Pluteaceae.  Arten är reproducerande i Sverige. Inga underarter finns listade i Catalogue of Life.